# کسمه‌بورون (یومورتالیک)
کسمه‌بورون (به ترکی استانبولی: Kesmeburun) یک منطقهٔ مسکونی در ترکیه است که در یومارتالیک واقع شده‌است.